# Séquences (revue)
Fondée en 1955, Séquences est une revue québécoise publiée quatre fois par année dont l'objectif est de promouvoir la culture cinématographique auprès des jeunes.

## Histoire

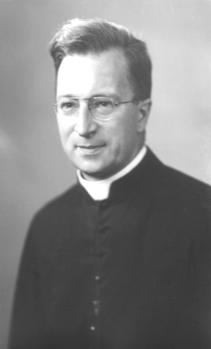
Jean-Marie Poitevin.

La revue est fondée à Montréal en 1955 par Jean-Marie Poitevin sous la Commission des ciné-clubs du Centre catholique du cinéma de Montréal, qui se donne pour mission de former les jeunes catholiques au cinéma. Elle est la plus ancienne des revues francophones de cinéma toujours en activité en Amérique du Nord, la troisième revue francophone la plus ancienne au monde (après les Cahiers du cinéma et Positif), et l'une des plus anciennes, tous genres confondus, encore publiées à ce jour.
En 1957, Séquences publie une nouvelle rubrique intitulée « Voix au-delà de l'écran », dans laquelle est mise de l'avant la pensée de l'Église sur la représentation des valeurs morales au cinéma. En octobre 1961, cette rubrique est supprimée à la suite d'une refonte de la revue. L'année suivante, Séquences se déclare « revue de culture cinématographique » et ne se définit donc plus comme un cahier de formation. Dès 1965, la revue semble mettre la perspective catholique à l'abandon, sans toutefois renier son appartenance à l'Église. En 1970, le Centre catholique du cinéma de Montréal arrête de financer Séquences. Dans la décennie suivante, la revue se redéfinie et s'oriente davantage sur l’actualité cinématographique et la critique de film.  
Pour une première fois en 1994, le contenu est organisé sous les thèmes suivants : «Chroniques », «Répertoire» et « Critique ». En 2002, Séquences commence à se concentrer davantage sur le cinéma d'auteur et à se pencher sur l'état de la création cinématographique au Québec. Actuellement[Quand ?], la revue en édition papier se prête à des analyses, des critiques et des dossiers de fond. Elle possède aussi un site Internet consacré à l’actualité.  
Séquences est membre de la Société de développement des périodiques culturels québécois (SODEP) depuis 1983. 

## Comité de rédaction et contributeurs

### Équipe actuelle
Le comité de rédaction est composé de Catherine Bergeron, Maxime Labrecque et Julie Vaillancourt.  
Jason Béliveau occupe le poste de rédacteur en chef et Yves Beauregard de directeur de publication.  
Yves Beauregard, Mario Cloutier, Jérôme Delgado, Martine St-Victor et Odile Tremblay constituent le conseil d'administration. 

### Directeurs et directrices
- 1955-1958 : Gisèle Monbriand
- 1958-1994 : Léo Bonneville
- 1994-aujourd'hui : Yves Beauregard

### Collaborateurs et collaboratrices
De nombreux collaborateurs ont contribué à la revue Séquences. Parmi les plus importants on retrouve : Henri Agel, Denis Côté, André Bazin, Norman McLaren, Federico Fellini, Michelangelo Antonioni, Jacques Rivette, George Cukor, Carl Dreyer, Alessandro Blasetti, Jean Pierre Lefebvre, Michel Brault, Jean-Daniel Lafond, Jacques Leduc, Serge Losique, Rock Demers, Louise Portal, Manon Barbeau, Jean-Claude Labrecque, Guy L. Coté, Julie Demers, Denis Vaugeois.

## Les PrixSéquences

### 1990
- Prix Séquences de la promesse décerné à Olivier Asselin pour son premier long métrage La Liberté d'une statue[10].
- Prix Séquences de la maturité a été remis à Michel Brault pour son film Les Noces de papier[11].

### 1992
- Prix Séquences de la Promesse décerné à Sophie Bissonnette pour son film Des lumières dans la grande noirceur[12].
- Prix Séquences de la Maturité décerné à Roger Cantin pour son film L'assassin jouait du trombone[12].
- Prix Séquences Vidéo Esprit de la meilleure actrice décerné à Rita Lafontaine pour son rôle dans L'Homme de rêve[12].
- Prix Séquences Vidéo Esprit décerné à Germain Houde pour ses rôles dans Love-moi et L'assassin jouait du trombone[12].

### 2004
- Prix Séquences du meilleur documentaire décerné à Mitch Torres pour Whispering in our Hearts[13].

### 2005
- Prix Séquences du meilleur court-métrage documentaire décerné à Chriss McKee pour Mujaan[13].
- Prix Séquences du meilleur long-métrage documentaire décerné à Kanakan Balatingos pour Basal Banar[13].

### 2006
- Prix Séquences du meilleur documentaire décerné à Nilesh Patel pour Brocket 99: Rockin’ the Country[13].

### 2015
- Prix Séquences du meilleur documentaire décerné à Hatuey Viveros Laville pour Café[14].

### Sources documentaires sur la revue
- Léo Bonneville, Le cinéma québécois par ceux qui le font, Montréal, Éditions Paulines, 1979, 783 pages.

- Hubert Sabino, « Le cinéma québécois des années 1960 vu par ses critiques », Nouvelles Vues, paru dans le dossier « Nouvelle Vague et cinéma direct : rencontres France-Québec » (dirigé par Michèle Garneau et Michel Marie), numéro 14, hiver 2012-2013.

- Carl Veilleux, Les conditions d'existence d'un périodique culturel au Québec : la revue Séquences  (mémoire présenté à l'Université du Québec à Trois-Rivières et dirigé par Lucia Ferretti, Programme d'Études québécoises), Université du Québec à Trois-Rivières, juin 2012 (lire en ligne)